# Азизов, Абас Ахъядович
Аба́с Ахъя́дович (Ахядович) Ази́зов (род. 22 февраля 1994, Чечня) — российский дзюдоист чеченского происхождения, мастер спорта России международного класса, чемпион и призёр чемпионатов России, обладатель Кубка России, победитель и призёр этапов Кубка Европы, победитель международных турниров. Родился и живёт в Чечне. Выступает в полусредней весовой категории (до 81 кг). Представляет спортивный клуб «Эдельвейс».

## Спортивные результаты
- Этап Кубка Европы 2015 года, Оренбург — 5 место;
- Этап Кубка Европы 2015 года, Малага — ;
- Этап Кубка Европы 2016 года, Оренбург — ;
- Этап Кубка Европы 2016 года, Подчертртек — ;
- Этап Кубка Европы 2016 года, Белград — ;
- Международный турнир 2016 года, Быстрица — ;
- Первенство Европы по дзюдо среди молодёжи 2016 года, Тель-Авив — ;
- Чемпионат России по дзюдо 2017 года — ;
- Чемпионат России по дзюдо 2018 года — ;
- Чемпионат России по дзюдо 2021 года — ;
- Чемпионат России по дзюдо 2022 года — ;